# Verbandsliga 1928-1929
L'edizione 1928-29 della Verbandsliga vide la vittoria finale dello SpVgg Fürth.
Capocannoniere del torneo fu Johannes Sobek (Hertha Berlino), con 6 reti.

## Partecipanti
| Squadra                 | qualificata come                                                                        |
| VfB Königsberg          | Campione Nordostdeutscher                                                               |
| FC Titania Stettino     | Vicecampione Nordostdeutscher                                                           |
| Preußen Hindenburg      | Campione Südostdeutscher                                                                |
| Breslauer SC 08         | Vicecampione Südostdeutscher                                                            |
| Hertha Berlino          | Campione Berlin-Brandenburg                                                             |
| Tennis Borussia Berlino | Vicecampione Berlin-Brandenburg                                                         |
| Dresdner SC             | Campione Mitteldeutscher                                                                |
| SC Wacker Lipsia        | Vicecampione Mitteldeutscher                                                            |
| Amburgo                 | Campione Norddeutscher                                                                  |
| FC Holstein Kiel        | Vicecampione Norddeutscher                                                              |
| Schalke 04              | Campione Westdeutscher                                                                  |
| Meidericher SV          | Vicecampione Westdeutscher                                                              |
| Fortuna Düsseldorf      | In rappresentanza delle squadre qualificate al terzo turno del campionato Westdeutscher |
| Norimberga              | Campione Süddeutscher                                                                   |
| Bayern Monaco           | Vicecampione Süddeutscher                                                               |
| SpVgg Fürth             | In rappresentanza delle squadre qualificate al terzo turno del campionato Süddeutscher  |

## Fase finale

### Ottavi di finale
| Preußen Hindenburg | 1 – 8 | Hertha Berlino |

| VfB Königsberg | 1 – 2 | Breslauer SC 08 |

| FC Holstein Kiel | 1 – 6 | Norimberga |

| Meidericher SV | 2 – 3 | Amburgo |

| Bayern Monaco | 3 – 0 | Dresdner SC |

| SC Wacker Lipsia | 1 – 5 | Schalke 04 |

| Tennis Borussia Berlino | 3 – 2 dts | FC Titania Stettino |

| SpVgg Fürth | 5 – 1 | Fortuna Düsseldorf |

### Quarti di finale
| Norimberga | 3 – 1 | Tennis Borussia Berlino |

| Schalke 04 | 1 – 4 | Hertha Berlino |

| Amburgo | 0 – 2 | SpVgg Fürth |

| Breslauer SC 08 | 4 – 3 dts | Bayern Monaco |

### Semifinali
| SpVgg Fürth | 6 – 1 | Breslauer SC 08 |

| Hertha Berlino | 3 – 2 | Norimberga |

il 7 luglio 1929, a Berlino, venne giocata una prima partita tra Hertha BSC e 1. FC Norimberga, che terminò 0-0 dopo i tempi supplementari

### Finale
| SpVgg Fürth | 3 – 2 | Hertha Berlino |

## Verdetti
- SpVgg Fürth campione di Germania 1928-29.